# Trachelas smithi
Espèce
Trachelas smithi est une espèce d'araignées aranéomorphes de la famille des Trachelidae.

## Répartition
Cette espèce est endémique du comté de Kakamega en Kenya,. Elle se rencontre dans les environs de Kakamega.

## Description
Les femelles mesurent de 3,80 à 4,28 mm.

## Systématique et taxinomie
Cette espèce a été décrite par Haddad et Lyle en 2025.

## Étymologie
Cette espèce est nommée en l'honneur de Dominic Shilabira Smith.

## Publication originale
- Haddad & Lyle, 2025 : « A revision of the genus Trachelas L. Koch, 1872 (Araneae: Trachelidae) in the continental Afrotropical Region. » Zootaxa, no 5673(4), p. 451-493.